# Дунайская излучина
Дунайская излучина (венг. Dunakanyar) — изгиб Дуная на севере Венгрии от Будапешта до Эстергома. У самого центра изгиба расположен город Вишеград. Вдоль излучины на левом берегу Дуная лежит горный массив Бёржёнь, а на правом Вишеградские горы. Река течёт здесь вначале с запада на восток, затем делает резкий поворот на юг.
Район Дунайской излучины является одним из самых популярных туристических направлений в Венгрии.

Дунайская излучина, вид со стен Вишеградской крепости. Задунайские горы лежат на правом берегу реки (левая часть панорамы), а Северовенгерские горы на левом берегу (правая часть панорамы).